# دهستان سامن
سامن، دهستانی است از توابع بخش سامن شهرستان ملایر در استان همدان ایران.

## جمعیت
براساس سرشماری سال ۱۳۸۵ جمعیت آن ۷٬۱۱۴ نفر (۱٬۸۴۴ خانوار) بوده‌است.